# Nunchía
Nunchía is een gemeente in het Colombiaanse departement Casanare. De gemeente, gesticht op 7 december 1655 en sinds 1748 een officiële gemeente, telt 7909 inwoners (2005).
Aguazul · Chameza · Hato Corozal · La Salina · Maní · Monterrey · Nunchía · Orocué · Paz de Ariporo · Pore · Recetor · Sabanalarga · Sácama · San Luis de Palenque · Támara · Tauramena · Trinidad · Villanueva · Yopal